# Gambusia marshi
Gambusia marshi is een zoetwatervis, verwant aan het muskietenvisje, uit de familie Poeciliidae en de orde tandkarpers. Het is inheems in Mexico waar het verspreid voorkomt in het stroomgebied van de Río Salado, een rivier in noord Mexico die loopt door de staten Nuevo León, Tamaulipas en Coahuila en een zijrivier is van de Rio Grande (Río Bravo).